# Ministerio de Economía (Guatemala)
El Ministerio de Economía  (Mineco)  es el ministerio del Gobierno de Guatemala encargado de hacer cumplir el régimen jurídico relativo al desarrollo de las actividades productivas no agropecuarias, del comercio interno y externo, de la protección al consumidor del fomento a la competencia, de la represión legal de la competencia desleal, de la limitación al funcionamiento de empresas monopólicas; de inversión nacional y extranjera, de promoción a la competitividad, del desarrollo industrial y comercial. Guatemala tiene el potencial de alcanzar un crecimiento económico sostenido de 4-5% anual que sea generador de una mayor cantidad de empleos formales que permitan mejorar la calidad de vida para todos los guatemaltecos. Para ello se requiere que se retome como una prioridad fundamental de la administración de Gobierno 2016-2020, la promoción del desarrollo económico, la facilitación de los trámites y mejoras al clima de negocios, así como un decidido esfuerzo para retomar la Agenda Nacional de Competitividad y de atracción de Inversión Nacional y Extranjera.

## Objetivos Estratégicos
- Mejorar el clima de negocios y desarrollar condiciones que impulsan la competitividad del país a efecto de posicionar a Guatemala como uno de los mejores destinos para la inversión nacional y extranjera.

- Mejorar y facilitar las condiciones del comercio exterior.

- Facilitar el desarrollo competitivo de la micro, pequeña y mediana empresa para favorecer la generación de empleo.

- Facilitar las condiciones equitativas entre consumidores y proveedores.

## Ejemplos de Desarrollo Productivo
El eje de Desarrollo Económico Competitivo se ejecutará a través de estrategias integrales, con visión a largo plazo, que requieren de la participación activa de los sectores productivos y sus trabajadores, del gobierno, de la sociedad civil, de los medios de comunicación, de los formadores de opinión, que alineen sus esfuerzos hacia los siguientes propósitos:
1. Empleo
2. Un país competitivo
3. Gestión macroeconómica estable y coherente que promueva el crecimiento
4. Ambiente y Desarrollo
5. El rescate del liderazgo de Guatemala en el contexto centroamericano y global.

## Funciones
Dentro de las funciones establecidas en el artículo 32 de la Ley del Organismo Ejecutivo, tenemos las siguientes:
a) Formular y ejecutar dentro del marco jurídico vigente, las políticas de protección al consumidor, de fomento a la competencia y de represión legal de la competencia desleal.
b) Formular y ejecutar dentro del marco jurídico vigente, la política de inversión nacional y extranjera, de promoción de la competitividad, del desarrollo industrial y comercial, y proponer las directrices para su ejecución.
c) Conducir, por delegación del Presidente de la República, las negociaciones de los convenios y tratados de comercio internacional bilateral y multilateral, y una vez aprobados y ratificados, encargarse de su ejecución.
d) Proponer al Organismo Ejecutivo, en coordinación con los otros ministerios y organismos del Estado, las especificaciones y normas técnicas y de calidad de la producción nacional.
e) Formular y ejecutar, de conformidad con la ley, la política arancelaria del país, y coordinar, analizar y dar seguimiento a los procesos de integración económica centroamericana y de negociación de tratados de libre comercio.
f) Velar por la seguridad y eficiente administración de los registros públicos sometidos a su jurisdicción.
g) Promover la creación y mejoramiento continuo de los procedimientos e instituciones registrables, instituidas para la seguridad del tráfico de los bienes inmuebles y demás bienes registrables.

## Organización
El Ministerio de Economía de Guatemala se organiza así:
Despacho Ministerial
- Ministra de Economía Gabriela García-Quinn.
  - Viceministerio de Integración y Comercio Exterior (Viceministro Hector Marriquín Mora)
  - Viceministerio de Inversión y Competencia
  - Viceministerio de Desarrollo de la MIPYME (Viceministra Elizabeth Ugalde Miranda)
  - Viceministerio Administrativo Financiero          ( Viceministro Adrián Zapata Alamilla )
  - Viceministerio de Asuntos Registrales

## Lista de Ministros de Economía
| Nombre                                | Retrato                     | Mandato                  | Mandato                  | Presidente            |
| ------------------------------------- | --------------------------- | ------------------------ | ------------------------ | --------------------- |
| Lizardo Arturo Sosa López             |                             | 14 de enero de 1986      | 1988                     | Vinicio Cerezo        |
|                                       |                             |                          |                          | Vinicio Cerezo        |
| Richard Aitkenhead Castillo           |                             | 14 de enero de 1991      | 16 de abril de 1991      | Jorge Serrano Elías   |
| Juan Luis Mirón Aguilar               |                             | 16 de abril de 1991      | 6 de junio de 1993       | Jorge Serrano Elías   |
| Erik Meza Duarte                      |                             | 17 de junio de 1993      | 14 de enero de 1996      | Ramiro de León Carpio |
| Juan Mauricio Wurmser Ordóñez         |                             | 14 de enero de 1996      | 1998                     | Álvaro Arzú Irigoyen  |
| Juan José Serra Castillo              |                             | 1998                     | 14 de enero de 2000      | Álvaro Arzú Irigoyen  |
| Eduardo Weymann Fuentes               |                             | 14 de enero de 2000      | 3 de marzo de 2001       | Alfonso Portillo      |
| Federico Alfonso Polá de la Peña      |                             | 3 de marzo de 2001       | 16 de abril de 2001      | Alfonso Portillo      |
| Marco Antonio Ventura Mejía           |                             | 16 de abril de 2001      | 28 de noviembre de 2001  | Alfonso Portillo      |
| Arturo Florencio Montenegro Castañeda |                             | 5 de diciembre de 2001   | 16 de julio de 2002      | Alfonso Portillo      |
| Patricia Ramírez Ceberg               |                             | 16 de julio de 2002      | 14 de enero de 2004      | Alfonso Portillo      |
| Marcio Ronaldo Cuevas Quezada         |                             | 14 de enero de 2004      | 31 de enero de 2007      | Óscar Berger          |
| Luis Óscar Estrada Burgos             |                             | 31 de enero de 2007      | 14 de enero de 2008      | Óscar Berger          |
| José Carlos García Macal              |                             | 14 de enero de 2008      | 30 de abril de 2008      | Álvaro Colom          |
| Rómulo Alfredo Caballeros Otero       |                             | 30 de abril de 2008      | 16 de marzo de 2009      | Álvaro Colom          |
| Rubén Estuardo Morales Monroy         |                             | 17 de marzo de 2009      | 23 de junio de 2009      | Álvaro Colom          |
| Erick Haroldo Coyoy Echeverría        |                             | 23 de junio de 2009      | 10 de mayo de 2011       | Álvaro Colom          |
| Luis Antonio Velásquez Quiroa         |                             | 12 de mayo de 2011       | 14 de enero de 2012      | Álvaro Colom          |
| Sergio de la Torre                    |                             | 14 de enero de 2012      | 22 de agosto de 2015     | Otto Pérez Molina     |
| Ricardo Sagastume Morales             |                             | 22 de agosto de 2015     | 29 de septiembre de 2015 | Otto Pérez Molina     |
| Ricardo Sagastume Morales             | Alejandro Maldonado Aguirre | 22 de agosto de 2015     | 29 de septiembre de 2015 |                       |
| Jorge Méndez Herbruger                |                             | 29 de septiembre de 2015 | 14 de enero de 2016      |                       |
| Rubén Estuardo Morales Monroy         |                             | 14 de enero de 2016      | 29 de abril de 20\|7     | Jimmy Morales         |
| Víctor Manuel Asturias Cordón         |                             | 2 de mayo de 2017        | 16 de enero de 2018      | Jimmy Morales         |
| Acisclo Valladares Urruela            |                             | 16 de enero de 2018      | 14 de enero de 2020      | Jimmy Morales         |
| Roberto Antonio Malouf Morales        |                             | 14 de enero de 2020      | 11 de marzo de 2022      | Alejandro Giammattei  |
| Janio Moacyr Rosales Alegría          |                             | 11 de marzo de 2022      | 11 de julio de 2023      | Alejandro Giammattei  |
| Luz Mariana Pérez Contreras           |                             | 13 de julio de 2023      | 14 de enero de 2024      | Alejandro Giammattei  |
| Gabriela García-Quinn                 |                             | 15 de enero de 2024      | presente                 | Bernardo Arévalo      |